# Otero de Herreros
Otero de Herreros er en by og kommune i det centrale Spanien i provinsen Segovia. Den har et indbyggertal på 966 (2024) indbyggere.